# Jürgen Koch (Koch)

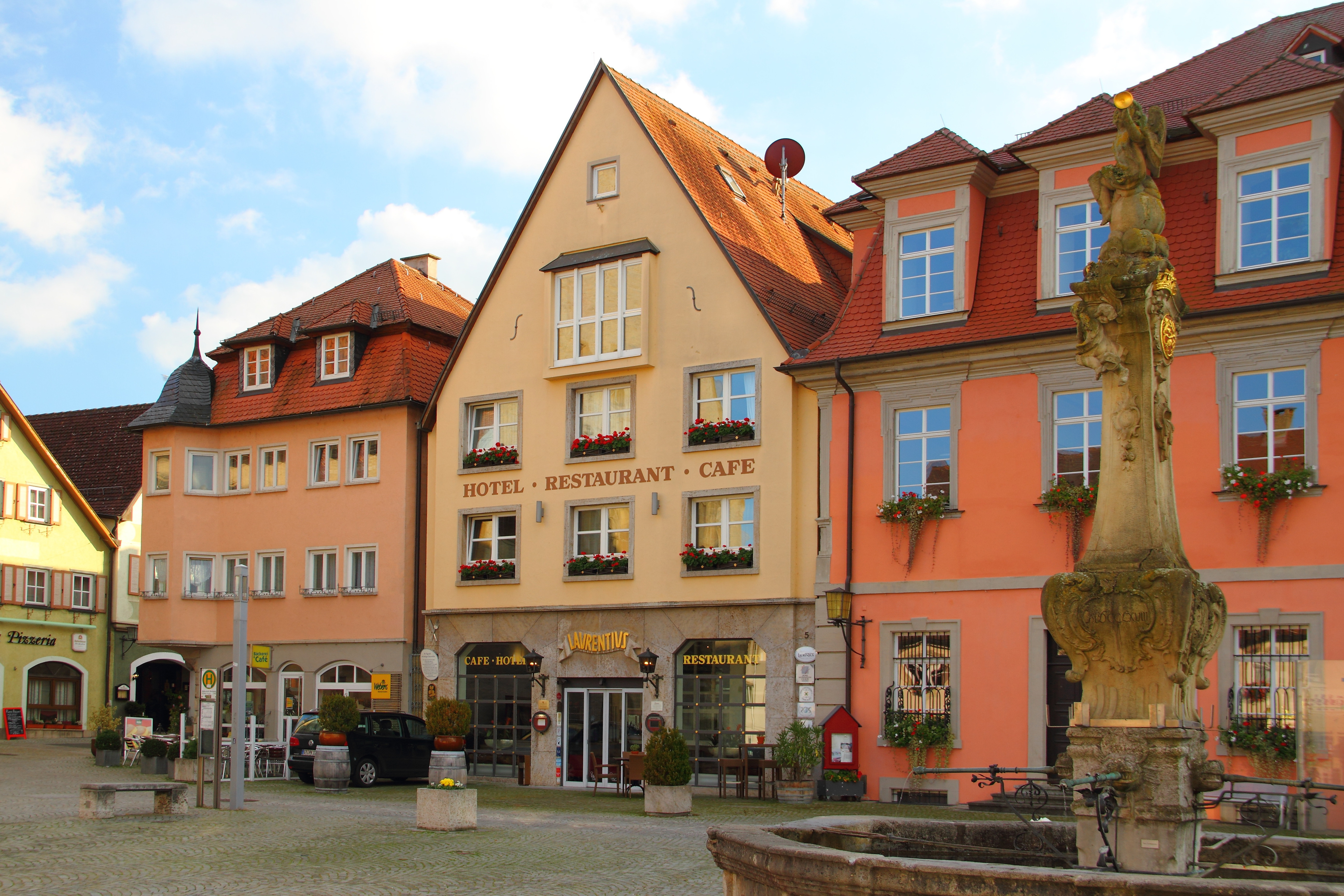
Das Hotel und Restaurant Laurentius in Weikersheim.

Jürgen Koch (* 1963 in Bad Mergentheim) ist ein deutscher Koch.

## Werdegang
Nach der Kochlehre ging Jürgen Koch in die USA, nach Mexiko, Hong Kong, in die Schweiz, nach Frankreich und Italien. 
Seit 1998 führt er in Weikersheim in Tauberfranken mit seiner Frau ein eigenes Hotel namens Laurentius. Das Restaurant Laurentius  wird seit 2008 mit einem Michelin-Stern ausgezeichnet. Eine Besonderheit ist sein Einsatz für hochwertige regionale Produkte wie Hohenloher Rind, Schwäbisch-Hällisches Landschwein oder Rebsorten wie Tauberschwarz.
Koch ist Mitglied bei den Jeunes Restaurateurs d’Europe, einer Vereinigung junger Spitzenköche.
Von Juni 2010 bis Oktober 2013 schrieb Koch abwechselnd mit Christian Mittermeier und Karl-Josef Fuchs Beiträge für den Blog „Nachgesalzen“ auf Zeit Online.

## Auszeichnungen
- 1982: Deutscher Jugendmeister Rudolf Achenbach Preis
- 1983:Toque d’or Schweiz 1. Platz
- 2008: Ein Michelin-Stern für das Restaurant Laurentius[1]